# Лиер, Адольф Генрих
Адольф Генрих Лиер (1826—1882) — немецкий художник-пейзажист.

## Биография
Родился в Хернхуте 21 мая 1826 года в семье ювелира из Мекленбурга, который приехав в Хернхут, женился на дочери местного горожанина и стал торговать колониальными товарами. 
Уже в 15 лет он выразил желание стать художником, но его отец воспротивился этой идее, отправив его вместо этого в строительные ремесленные школы в Циттау и Дрездене, которой тогда руководил профессор Густав Гейне. В 1846 году он был награждён малой серебряной медалью за проект жилого дома для академической выставки. После этого его приняли в мастерскую Готфрида Земпера. В 1848 году, вскоре после смерти отца, ему была предоставлена возможность под руководством архитектора Мельхиора Берри в Базеле спроектировать потолки для здания музея.
Однако архитектурная деятельность не удовлетворяла его и по рекомендации художника Зайфферта в октябре 1849 года он приехал в Мюнхен. Случайная встреча с Ричардом Циммерманом, которого он знал ещё по Циттау, помогла ему начать учиться в Академии изящных искусств. Вскоре он показал себя лучшим учеником Циммермана, и между ними завязались дружеские отношения. Первоначально Лиер не предавал огласке свои работы и привлёк внимание только в 1855 году картиной «Dorfpartie bei Pabach» в Kunstverein München  (нем.). В 1856 году он был избран членом жюри Лондонской художественной выставки.
В 1861 году он совершил свою первую двухмесячную поездку в Париж, где впервые познакомился с представителями барбизонской школы — Руссо, Корро, Дюпре, Диасом. Она подтвердила его уверенность в том, что пейзажи должны быть естественными, фокусироваться на общем эффекте, а не на деталях.
В 1864 году он вернулся в Париж, где копировал пейзажные шедевры в Лувре. Наибольшее внимание среди французских художников на него оказал Жюль Дюпре, поэтому он посетил его в L'Isle-Adam зимой 1864/65 года. В следующем году он предпринял трёхмесячную поездку в Англию, возвратившись через Гамбург, Мекленбург, Хернхут и Дрезден. В 1866 году он показал выполненный им «Вечерний пейзаж в Мекленбурге», который вызвал  хорошие отзывы.
В 1869 году он участвовал в международной художественной выставке в Мюнхене.
Осенью 1869 года он открыл в своем доме школу пейзажной живописи, в которой работал до 1873 года, когда его здоровье стало ухудшаться после сердечного приступа. После этого он продолжал преподавать, но играл в школе гораздо менее активную роль. Среди его учеников — Йозеф Венглейн.
Надеясь найти немного отдыха и выздоровления, он планировал провести зиму 1882 года в Южном Тироле, где умер 30 сентября 1882 года в Варне (возле Бриксена) от сердечного приступа вскоре после прибытия.